# Дзукія

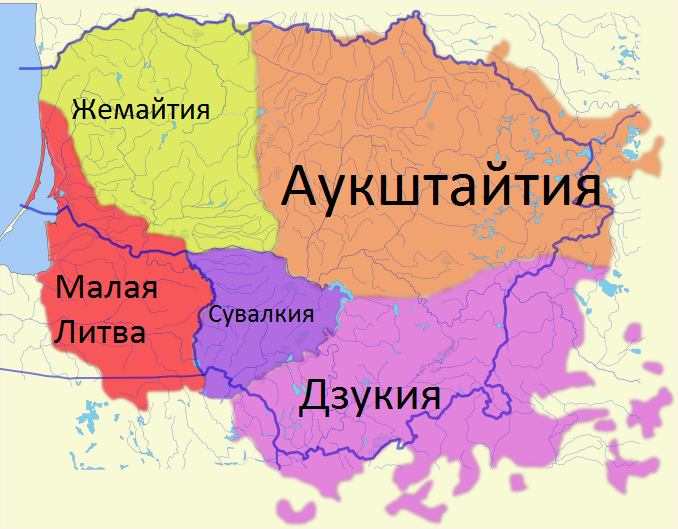
Етнокультурні регіони історичної області розселення литовських племен.

Герб Дзукії

| Мала Литва Жмудь Аукштота | Сувальщина Дзукія (Дайнава) |

Дзукія, Дайнава (біл. Дзукія; лит. Dzūkija, Dainava; пол. Dzukija) — історичний регіон, землі на півдні й південному сході Литви в середній течії річки Німан, вздовж кордону з Білоруссю. Названий у XIX столітті від особливості вимови (дзекання) місцевих мешканців. Дзукію відрізняє від інших регіонів Литви підвищена лісистість.

## Історія

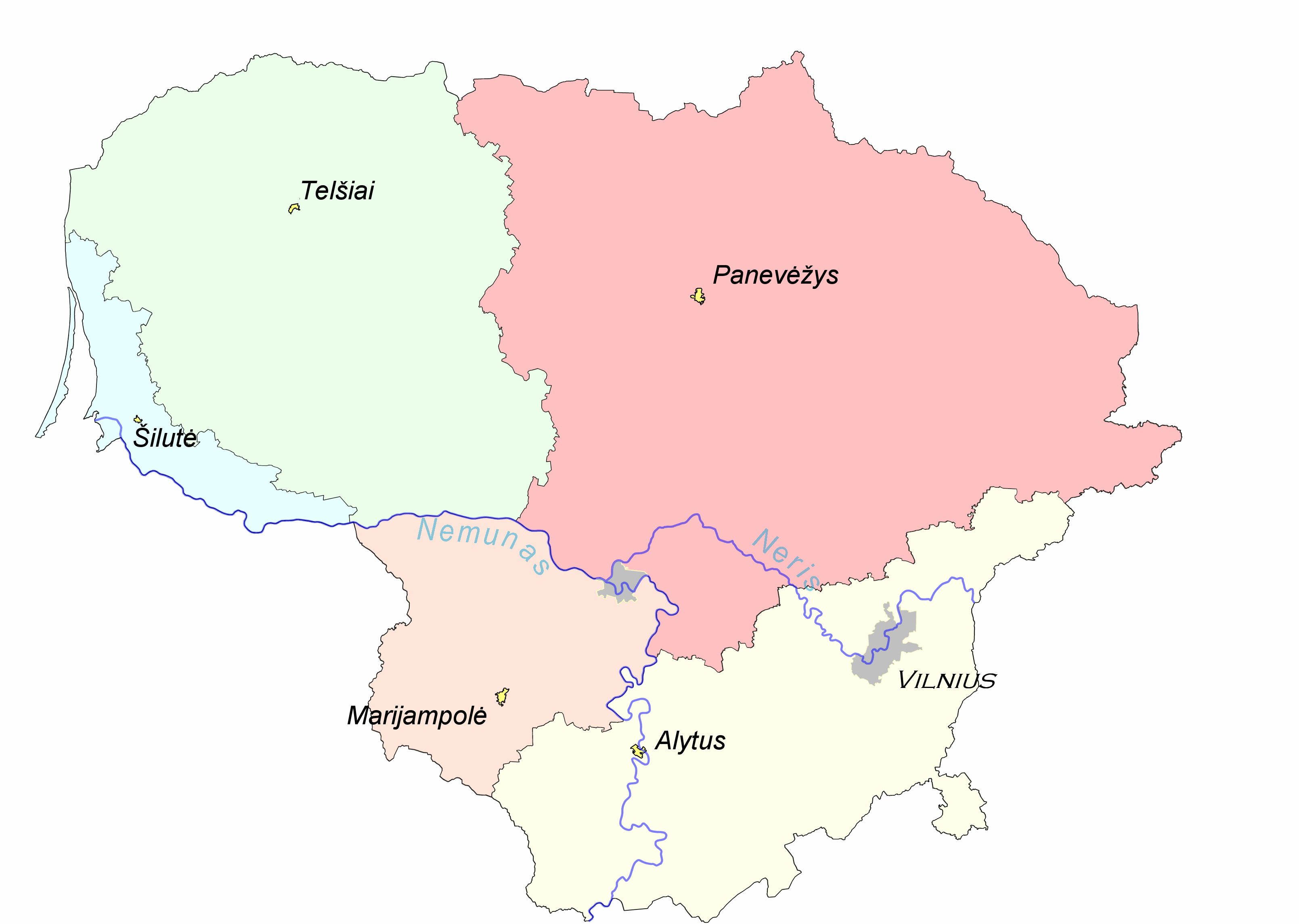
Етнорегіони Литви

У XIII столітті приблизно на місці цієї землі було Дайнавське князівство, пізніше вона була включена до складу Тракайського воєводства, це назва збереглася у назві історичного регіону Південної Литви (лит. Dainava) і в назві найбільшого лісового масиву півдня Литви — пущі Дайнава. Назва Дзукія, що виникло в литовській літературі XIX століття, відбулося від своєрідної дзукійської говірки — «дзуканья».
Дзукія — найбільш лісистий і найбідніший на врожаї регіон Литви. Ліс був основним джерелом прожитку для більшості жителів регіону. Раніше взимку люди рубали дерева, тесали колоди, робили шпали, сплавляли плоти, виробляли предмети домашнього вжитку, навесні рибалили, влітку збирали ягоди, лікарські трави, полювали, продавали сушені гриби купцям з далеких російських губерній.
| Мала Литва Жмудь Аукштота | Сувальщина Дзукія |